# Okręgowy Związek Piłki Nożnej w Łomży
Okręgowy Związek Piłki Nożnej w Łomży – okręgowy związek sportowy, działający na terenie województwa łomżyńskiego, posiadający osobowość prawną, będący jedynym prawnym reprezentantem okręgowej piłki nożnej w województwie łomżyńskim. Został założony 15 sierpnia 1976 roku, rozwiązany de facto 27 maja 2000 roku, kiedy to powstał Podlaski Związek Piłki Nożnej.

## Rozgrywki OZPN Łomża

### Rozgrywki ligowe
W ramach łomżyńskiego OZPN, rozgrywki ligowe toczyły się w sezonach 1976/77-1999/2000. Najwyższą klasą rozgrywkową była klasa okręgowa, poniżej istniały A klasa i B klasa. W pierwszych dwóch sezonach OZPN Łomża prowadził wspólne rozgrywki klasy okręgowej z OZPN Ostrołęka, a od sezonu 1978/79 - także z OZPN Ciechanów. Zwycięzca klasy okręgowej uzyskiwał bezpośredni awans do III ligi (z wyjątkiem sezonu 1979/80, gdy musiał grać w barażach). W sezonie 1989/90 utworzono wspólną klasę okręgową białostocko-łomżyńsko-suwalską. Od sezonu 1990/91 OZPN Suwałki utworzył swoją klasę okręgową, a zespoły z OZPN Łomża grały w jednej okręgówce z drużynami z OZPN Białystok. Zwycięzca tej ligi awansował do III ligi, a zespół, który zajął 2. miejsce grał w barażu między innymi ze zwycięzcą suwalskiej klasy okręgowej. Gdy w sezonie 1996/97 powołano IV ligę międzyokręgową, zwycięzca ligi okręgowej OZPN Łomża uzyskał bezpośredni awans do IV ligi.
Mistrzem Okręgu zostawał zdobywca 1. miejsca w łomżyńskiej lidze okręgowej lub ten klub, który w klasie okręgowej zajął najwyższe miejsce ze wszystkich klubów z OZPN Łomża.

### Mistrzowie okręgów
- 1976/77 – ŁKS Łomża
- 1977/78 – Sparta Szepietowo
- 1978/79 – Warmia Grajewo
- 1979/80 – Olimpia Zambrów
- 1980/81 – ŁKS Łomża
- 1981/82 – Olimpia Zambrów
- 1982/83 − Grom Czerwony Bór
- 1983/84 − Grom Czerwony Bór
- 1984/85 − Grom Czerwony Bór
- 1985/86 – Grom Czerwony Bór
- 1986/87 − ŁKS Łomża
- 1987/88 – ŁKS Łomża
- 1988/89 − Olimpia Zambrów
- 1989/90 – Olimpia Zambrów
- 1990/91 – ŁKS Łomża
- 1991/92 – Warmia Grajewo
- 1992/93 – Ruch Wysokie Mazowieckie
- 1993/94 – ŁKS Łomża
- 1994/95 – Ruch Wysokie Mazowieckie
- 1995/96 – Olimpia Zambrów
- 1996/97 – Warmia Grajewo
- 1997/98 – Sparta Szepietowo
- 1998/99 – Ruch Wysokie Mazowieckie
- 1999/00 – Warmia Grajewo

### Puchar OZPN Łomża
- 1977 – ŁKS Łomża
- 1978 – Warmia Grajewo
- 1979 − Olimpia Zambrów
- 1980 – Olimpia Zambrów
- 1981 – Orzeł Kolno
- 1982 – Olimpia Zambrów
- 1983 – Grom Czerwony Bór
- 1984 − Olimpia Zambrów
- 1985 − Grom Czerwony Bór
- 1986 − Olimpia Zambrów
- 1987 – Grom Czerwony Bór
- 1988 – Grom Czerwony Bór
- 1989 − ŁKS Łomża
- 1990 − ŁKS Łomża
- 1991 − ŁKS Łomża
- 1992 – Olimpia Zambrów
- 1993 – ŁKS Łomża
- 1994 − Olimpia Zambrów
- 1995 − Olimpia Zambrów
- 1996 – ŁKS Łomża
- 1997 – Olimpia Zambrów
- 1998 – Olimpia Zambrów
- 1999 – Olimpia Zambrów
- 2000 – Sparta Szepietowo

W tabeli poniżej zaprezentowano strukturę rozgrywek pucharu OZPN Białystok w wybranych sezonach (liczbę rund  oraz zespołów grających w każdej z rund). 
| Sezon   | Ir | IIr | IIIr | 1/4F | 1/2F | F | Razem |
| ------- | -- | --- | ---- | ---- | ---- | - | ----- |
| 1980/81 | 12 | -   | -    | 8    | 4    | 2 | 14    |
| 1983/84 | 8  | -   | -    | 8    | 4    | 2 | 12    |
| 1987/88 | 4  | -   | -    | 8    | 4    | 2 | 14    |
| 1990/91 | 8  | 8   | -    | 8    | 4    | 2 | 16    |
| 1993/94 | 4  | 16  | -    | 8    | 4    | 2 | 18    |
| 1996/97 | 4  | 16  | 8    | 8    | 4    | 2 | 22    |
| 1999/00 | 4  | 16  | 8    | 8    | 4    | 2 | 22    |

Zdobywca pucharu OZPN Łomża uzyskiwał awans w następnym sezonie do Pucharu Polski.